# Licania macrocarpa
Licania macrocarpa är en tvåhjärtbladig växtart som beskrevs av José Cuatrecasas. Licania macrocarpa ingår i släktet Licania och familjen Chrysobalanaceae. Inga underarter finns listade i Catalogue of Life.